# Parapachrophylla
Parapachrophylla là một chi bướm đêm thuộc họ Geometridae.